# Jack le Magnifique
Pour plus de détails, voir Fiche technique et Distribution.
Jack le Magnifique (Saint Jack) est un film américain écrit et réalisé par Peter Bogdanovich, sorti en 1979.

## Synopsis
La vie tumultueuse d'un tenancier italo-américain de bordel à Singapour, faite de hauts et de misères. Il gagne il perd. Il a même la chance de s'en aller vers des horizons plus cléments. Mais au fond, sa vie est là, dans le chaos et le tumulte, le soufre et le vice.
Jack a fait la guerre de Corée et il a un diplôme d'université en littérature, nous apprendra ensuite dans le film Eddie Schuman qui est de la C.I.A. et qui a enquêté sur lui. Bien que Jack soit employé officiellement par le chinois Monsieur Hing, il est devenu le patron d'un bordel et est connu dans toute la ville de Singapour pour son entre-gens charismatique et sympathique. Monsieur Hing lui apprend qu'un nouveau contrôle de comptabilité va être effectué chez lui par un nouveau comptable de Hong Kong appelé William Leigh qu'il envoie chercher à l'aéroport de Singapour. Jack l'accueille puis l'héberge dans son hôtel où il lui présente les européens et américains de passage. Leigh bois un cocktail puis s'adosse au mur en révélant à Jack qu'il est cardiaque, et il prend alors ses pilules pour aller mieux puis il part se coucher. Le lendemain le contrôle de comptabilité de Hing est effectué en une matinée au lieu de trois jours avant, puis Leigh retourne à Hong Kong.
L'année suivante Leigh revient pour son nouveau contrôle de comptabilité de Hing. Leigh est ensuite invité le soir à sortir avec Jack qui lui fait voir dans son bordel un show érotique entre deux lesbiennes qui se dévoilent puis se joignent entre elles. Leigh s'en va après et Jack le fait courir car ils sont poursuivis et ils manquent d'être agressés jusqu'à l'hôtel qui les sauvent des membres des triades qui n'acceptent pas les activités de Jack proxénète de ses filles. Mais Leigh meurt ensuite d'une crise cardiaque et il est incinéré ensuite après une cérémonie anglo-saxonne et une chorale improvisée. Jack téléphone ensuite à Madame Leigh à Hong Kong qui lui dit d'envoyer les cendres de son mari par voie postale ce qu'il fait en recommandé. Il est après kidnappé par les triades et tatoué d'insultes en mandarin sur les deux bras. Puis il est rejeté d'une voiture devant son hôtel de passe qui a été saccagé, le portier assassiné et les filles qui y habitaient enlevées. Jack se fait ensuite enlever par un tatoueur pendant une journée les tatouages encore récents dont il ressort ses bras sanglants bien bandés de compresses.
C'est alors qu'Eddie Schumann de la C.I.A. l'aborde et lui propose d'ouvrir un bordel pour les G.Is en permission à Singapour qui combattent au Vietnam. Il accepte et un van arrive ensuite avec les soldats qui boivent puis vont voir les filles qu'il a retrouvées. Jack se met ensuite en ménage avec une belle et jeune Cinghalaise. La guerre du Vietnam se termine et le mini-bus avec les G.Is permissionnaires et clients cesse de venir et son bordel pour américains ferme aussi. Schumann vient proposer ensuite à Jack une dernière mission contre 25000 dollars qui lui permettront de rentrer au pays. Il doit prendre en photo un sénateur démocrate de Hong Kong qui doit venir à Singapour, qui est gay et qu'il faut disqualifier. Il accepte et prend une photo compromettante de lui et d'un jeune homosexuel qu'il a recruté et qui lui ouvre la porte de la chambre 1153 de l(hôtel où le sénateur est rejoint par le jeune qui s'est mis tout nu devant lui. Ensuite sa maîtresse Cinghalaise le quitte lorsqu'elle apprend qu'il va rentrer seul et riche à New York et elle lui dit qu'elle rentre alors à Sri Lanka car à Singapour les hommes achètent les femmes, c'est le contraire à Sri lanka où les femmes achètent les hommes et c'est pourquoi je rentre dans mon pays. Puis Jack part et en revoyant Eddie Schuman qui l'attend encore, il lui dit Basta car c'est fini et il ne veut plus travailler pour lui. Il passe un pont et jette ses 25000 dollars dans le fleuve, puis il est salué par des Hallo Jack de ses amis qui le croisent et il poursuit sa vie de bohème et d'aventures.

## Fiche technique
Sauf indication contraire, les informations mentionnées dans cette section peuvent être confirmées par la base de données cinématographiques IMDb,  présente dans la section « Liens externes ».
- Titre français : Jack le Magnifique
- Titre original : Saint Jack
- Réalisateur : Peter Bogdanovich
- Scénario : Peter Bogdanovich, Howard Sackler et Paul Theroux, d'après le roman Saint Jack de Paul Theroux
- Direction artistique : David Ng
- Décors : Lucius Wong
- Casting : Agnes D. Chia et Sally Tunnicliffe
- Montage : William C. Carruth
- Photographie : Robby Müller
- Producteurs : Hugh Hefner, Edward L. Rissien
- Sociétés de production : Copa del Oro, Playboy Productions, Shoals Creek
- Société de distribution : New World Pictures
- Langue originale : anglais
- Durée : 112 minutes
- Genre : Drame
- Dates de sortie :
  - États-Unis : 27 avril 1979
  - France : 5 décembre 1979

## Distribution
- Ben Gazzara (VF : Jacques Deschamps) : Jack Flowers
- Denholm Elliott (VF : Jean Topart) : William Leigh
- James Villiers : Frogget
- Joss Ackland : Yardley
- Rodney Bewes : Smale
- Mark Kingston (VF : Jean Berger) : Yates
- Lisa Lu : Mrs. Yates
- George Lazenby : le sénateur
- Peter Bogdanovich (VF : François Leccia) : Eddie Schuman
- Monika Subramaniam (VF : Maïk Darah) : Monika
- Judy Lim : Judy
- Bridgit Ang (VF : Monique Thierry) : Bridgit
- Elizabeth Ang : Shirley
- Joseph Noël (VF : Thierry Bourdon) : Gopi